# Rutan Aircraft Factory
Die Rutan Aircraft Factory (RAF) war ein 1974 vom Luftfahrtingenieur Burt Rutan gegründetes US-amerikanisches Unternehmen. Bereits 1972 hatte sein erstes Flugzeug, die VariViggen, ihren Jungfernflug. Mit der Firma wollte Rutan einerseits die Entwicklung der VariViggen voranbringen, anderseits die Konstruktion neuer Flugzeuge ermöglichen. Alleine von der VariViggen wurden etwa 600 Baupläne zum Selbstbau bis 1977 verkauft.
Einer der größten Erfolge der Firma war der Bau der Voyager, dem ersten Propellerflugzeug, das 1986 die Erde ohne Auftanken umrundete.
1982 gründete Rutan Scaled Composites. Noch etliche Jahre später existierte die Rutan Aircraft Factory. Sie sollte nach dem Verkaufsstopp der Flugzeugpläne noch für begrenzte Zeit Unterstützung beim Bau der angefangenen Flugzeuge leisten. Zuletzt wurde die Firma nur von Freiwilligen betrieben. Ab 2008 war die Homepage der Firma nicht mehr erreichbar.

## Entwicklungen
- Model 27 VariViggen (1972)
- Model 31 VariEze (1975)
- Model 32 VariViggen SP (1973)
- Model 33 VariEze (1975)
- Model 35 AD-1 (1979)
- Model 40/74 Defiant (1978)
- Model 54 Quickie (1978)
- Model 61 Long-EZ (1979)
- Model 68 AMSOIL Racer (1981)

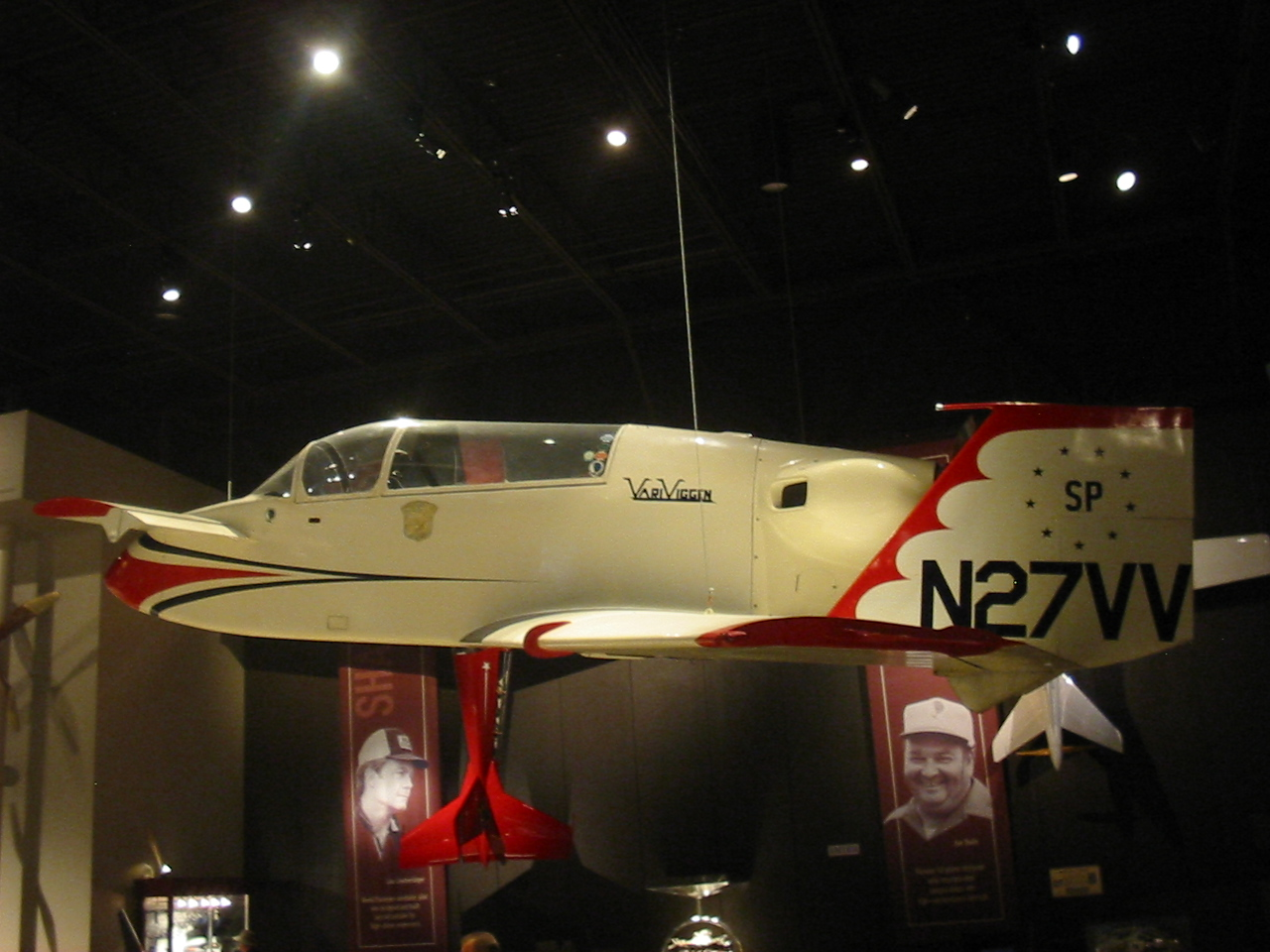
Die VariViggen, das erste Modell der Rutan Aircraft Factory

Die Voyager nach der Erdumrundung (1986)

- Model 73 NGT, 3/5-Modell des Fairchild T-46-Trainingsflugzeuges (1981)
- Model 76 Voyager (1984)
- Model 77 Solitaire (1982)

Klammerwerte beziehen sich auf das Jahr des Erstfluges.